# 斜脉石楠
斜脉石楠（学名：Photinia obliqua）为蔷薇科石楠属下的一个种。

## 扩展阅读
- 維基物種上的相關：斜脉石楠